# 柴村恵美子
柴村 恵美子（しばむら えみこ）は、日本・北海道上士幌町生まれの作家・実業家である。

## 概要
9歳のときに父が亡くなってからは母と兄とともに柴村商店を営んでいた。
上士幌清水谷小、上士幌中学校、帯広大谷高等学校を卒業した後、18歳のときに東京都の日本指圧専門学校で「銀座まるかん」の創業者・斎藤一人と出会う。2023年9月公開の青木恵子氏のYoutube番組にて、斎藤一人とは出会って50年になると語っている。
24歳のときに帯広市内で治療院を開業した後、33歳頃から銀座まるかんに行き、斎藤一人の一番弟子として13都道府県のエリアの統括を行った。
1988年（昭和63年）4月には、日本漢方研究所（現: 銀座まるかん柴村グループ）を北海道帯広市に設立し、その創業者となっている。
1995年には上士幌町内の総林寺の高台に千手千眼観世音菩薩を奉納している。
1997年には全国高額納税者番付で全国86位、大阪府内で3位にランクインしている。
テレビ番組『「それってどんなヒト?」捜査バラエティ Gメン99』に出演した際には「大セレブ」と紹介されている。
2019年にはYOUTUBEチャンネルも開設しており「FUWAFUWAチャンネル」という名前で活動。

## 著書
- 『斉藤一人の不思議な「しあわせ法則」』（大和書房、2004年5月、ISBN 4479790918）[6]
- 『斎藤一人の不思議な魅力論 笑いながら成功する法則』（PHP文庫、2004年6月、ISBN 978-4-569-66232-9）[7]

- 『居酒屋甲子園 第1回』（ゴマブックス、2006年7月、ISBN 4777104184）[8]
- 『ハッピープレゼント』（日漢、2006年8月）[9]
- 『1500円が1億5000万円に化ける本 感動感謝の笑売繁盛記 in 居酒屋甲子園編』（ゴマブックス、2007年7月、ISBN 9784777106585）[10]

- 『斎藤一人奇跡を呼び起こす「魅力」の成功法則』（イースト・プレス、2008年1月、ISBN 9784872578959）[11]
- 『斎藤一人大宇宙エネルギー療法 無償の愛の奇跡の連発!』（ロングセラーズ、2009年5月、ISBN 9784845421503）[12]
- 『人とお金に好かれる「貯徳」体質になる! どんな時代でも成功し続けるための黄金ルール56』（共著: 竹田和平、孔健、渋澤健、山崎拓巳、浅見帆帆子、アラン・コーエン、グレッグ・ブレーデン、講談社、2009年5月、ISBN 9784062153980）[13]
- 『斎藤一人大宇宙エネルギー療法感動物語』（KKロングセラーズ、2010年12月、ISBN 9784845421985）[14]
- 『器』（共著: 斎藤一人、サンマーク出版、2012年5月、ISBN 9784763132185）[15]
- 『天』（共著: 斎藤一人、サンマーク出版、2013年7月、ISBN 9784763133120）[16]
- 『運』（共著: 斎藤一人、サンマーク出版、2013年2月、ISBN 9784763132741）[17]
- 『斎藤一人天が味方する引き寄せの法則』（PHP文庫、2014年7月、ISBN 9784569819044）[18]
- 『斎藤一人すべての悩みに答えます』（インタビュアー、著: 斎藤一人、ロングセラーズ、2014年4月、ISBN 9784845423187）[19]
- 『百発百中』（共著: 斎藤一人、サンマーク出版、2014年2月、ISBN 9784763133595）[20]
- 『斎藤一人天も応援するお金を引き寄せる法則』（PHP文庫、2015年9月、ISBN 9784569826332）[21]
- 『斎藤一人天とつながる思考が現実になる法則』（PHP研究所、2015年4月、ISBN 9784569824123）[22]
- 『図解斎藤一人がんばらないでお金も人も引き寄せる人の法則』（PHP研究所、2016年3月、ISBN 9784569829845）[23]
- 『あなたの人生、そのままで大丈夫!』（PHP研究所、2016年3月、ISBN 9784569836676）[24]
- 『斎藤一人 必ず成功する例外思考』（KADOKAWA、2018年9月、ISBN 9784046040084）[25]
- 『斎藤一人がんばらないでお金も人も引き寄せる人の法則』2018年
- 『斎藤一人 昇り龍に乗る! 「年商35億円の大セレブ」誕生ストーリー』（マキノ出版、2019年5月、ISBN 9784837672975）[26]
- 『斎藤一人上気元 「強運」に引き寄せられる習慣』（PHP研究所、2020年3月、ISBN 9784569846668）[27]
- 『斎藤一人人は考え方が9割! 絶対いいことが起こる!!』（PHP研究所、2021年2月、ISBN 9784569848488）[28]

## 出演
- 『「それってどんなヒト?」捜査バラエティ Gメン99』（2014年6月17日放送）[29]
- 『バカリズムのニッポン巨大化さんぽ』（2022年9月17日）